# 久保征一郎
久保 征一郎（くぼ せいいちろう、1945年10月14日 - ）は、日本の実業家。ぐるなび代表取締役社長を務めた。

## 人物・経歴
東京都出身。桐朋高等学校を経て、1969年東京工業大学工学部電気工学科卒業。大学卒業後は、知見を増やすため海外で暮らしていたため、社会人経験がなく日本での就職が困難となり、31歳でコンピュータ会社・テックメイトを設立した。しかしやがて競争が激化するようになる。そのころ大学の先輩でもある滝久雄との出会いで、1984年にエヌケービーに入社。
エヌケービーでメディア制作に携わるようになり、1994年からエヌケービー子会社の交通アドで取締役を務め、同社のぐるなび事業設立に参画し、1999年に商号変更されたインターネットなび東京常務取締役に就任。2000年ぐるなび専務取締役。
2001年からはぐるなび代表取締役社長を務め、2005年にはぐるなびプロモーションコミュニティ代表取締役社長やぐるなび上海董事長を兼務。2011年ぐるなび代表取締役社長営業本部長。2019年にはぐるなびと楽天との間で資本業務提携契約を結び、ぐるなび代表取締役社長から退任した。この他、公益財団法人日本交通文化協会監事、一般社団法人ONSEN・ガストロノミーツーリズム推進機構副会長等も務めた。